# Melipotis heliothoides
Melipotis heliothoides là một loài bướm đêm trong họ Erebidae.